# کلمن شانتوم
کلمن شانتوم (فرانسوی: Clément Chantôme‎؛ زادهٔ ۱۱ سپتامبر ۱۹۸۷) بازیکن فوتبال اهل فرانسه است.
از باشگاه‌هایی که در آن بازی کرده‌است می‌توان به باشگاه فوتبال پاری سن ژرمن، و باشگاه فوتبال تولوز، باشگاه فوتبال بوردو، باشگاه فوتبال پاری سن ژرمن، و باشگاه فوتبال رن اشاره کرد.
وی همچنین در تیم‌های ملی فوتبال زیر ۲۱ سال فرانسه فرانسه بازی کرده‌است.